# Ajbelj
Ajbelj – wieś w Słowenii, w gminie Kostel. W 2018 roku liczyła 17 mieszkańców.